# Liste des compagnies aériennes à Taïwan
Voici une liste de compagnies aériennes actuellement basées à Taiwan.

## Compagnies aériennes régulières
| Compagnie aérienne | Nom chinois | Image | IATA | OACI | Indicatif d'appel | Depuis | Remarques                                 |
| ------------------ | ----------- | ----- | ---- | ---- | ----------------- | ------ | ----------------------------------------- |
| China Airlines     | 中華 航空   |       | CI   | CAL  | DYNASTY           | 1959   | Porte-drapeau de Taiwan Membre de Skyteam |
| Eva air            | 長榮 航空   |       | BR   | EVA  | EVA               | 1989   | Membre de Star Alliance                   |
| Daily Air          | 德安 航空   |       | DA   | DAC  | DAILY             | 1992   |                                           |
| Mandarin Airlines  | 華 信 航空  |       | AE   | MDA  | MANDARIN          | 1991   |                                           |
| Tigerair Taïwan    | 台灣 虎 航  |       | IL   | TTW  | SMART CAT         | 2014   |                                           |
| Uni Air            | 立榮 航空   |       | B7   | UIA  | GLORY             | 1988   |                                           |
| Starlux Airlines   | 星宇 航空   |       | JX   | SJX  | STARWALKER        | 2020   |                                           |

## Compagnies aériennes cargo
| Compagnie aérienne   | Nom chinois | Image | IATA | OACI | Indicatif d'appel | Depuis | Remarques |
| -------------------- | ----------- | ----- | ---- | ---- | ----------------- | ------ | --------- |
| China Airlines Cargo | 中華 航空   |       | CI   | CAL  | DYNASTIE          | 1959   |           |
| Fret aérien EVA      | 長榮 航空   |       | BR   | EVA  | EVA               | 1989   |           |

## Voir également
- Liste des compagnies aériennes
- Liste des anciennes compagnies aériennes de Taiwan
- Liste des anciennes compagnies aériennes d'Asie

- Liste des compagnies aériennes
- Liste des compagnies aériennes en Asie
- Compagnies aériennes interdites d'exploitation dans l'Union européenne
- Liste des compagnies aériennes disparues en Asie
- Liste des compagnies aériennes en Europe